# Primul păcat mortal
Primul păcat mortal (engleză: The First Deadly Sin) (1980) este un film regizat de Brian G. Hutton, cu Frank Sinatra și Faye Dunaway în rolurile principale. Este ultimul film în care apare Sinatra.
Este bazat pe romanul omonim din 1973 scris de Lawrence Sanders; scenariul este realizat de Mann Rubin.